# NGC 5866
NGC 5866은 용자리에 있는 비교적으로 밝은 렌즈형 은하 또는 나선 은하이다. 또한 방추 은하(Spindle Galaxy)나 메시에 102로 불리기도 한다. 아마 1781년 피에르 메셍 또는 샤를 메시에가 발견하였을 천체이고, 1788년 윌리엄 허셜이 그들과 별개로 발견하였다.

## 먼지원반
NGC 5866의 가장 눈에 띄는 특징 중 하나는 거대한 먼지원반이다. 가장자리가 거의 정확히 시선방향을 향하는 이 먼지원반은 렌즈형은하의 경우에서는 매우 특이한 것이다. 대부분의 렌즈형은하에 있는 먼지들은 일반적으로 은하핵 근처에서만 발견되며 은하 팽대부의 밝기 윤곽을 따른다. 먼지원반 구조의 형태는 관측되는 부분이 은하의 가장자리 방향이라는 특성상 확인하기가 매우 어렵지만, 고리형의 구조로 되어 있는 것으로 보인다. 또 NGC 5866 은하가 가장자리만 보이기 때문에 렌즈형은하로 오인된 나선은하일 수도 있다. 나선은하의 경우에서 이러한 먼지원반은 그렇게 특이하지 않다.

## 은하군 정보
NGC 5866은 작은 은하군인 NGC 5866 은하군에서 가장 밝은 은하 중 하나이다. NGC 5866 은하군은 NGC 5866 외에 나선은하 NGC 5879와 NGC 5907을 포함하고 있으며, 실제로는 M51 은하군과 M101 은하군으로 이루어진 더 크고 기다란 구조의 북서부 끝부분에 있는 작은 덩어리(subclump)에 해당한다.

## 같이 보기
- NGC 3115 - 방추은하라 불리는 또다른 렌즈형 은하
- NGC 4710 - 가장자리 방향이 보이는 또다른 렌즈형 은하